# 神秘动物学组织列表
这个名单列出了著名的神秘动物学组织：
- 国际神秘动物学会（International Society of Cryptozoology，缩写：ISC）：1982年成立于美国华盛顿哥伦比亚特区，主要记录与评估神秘动物学主题，官方标志为㺢㹢狓，已于1998年停止运作。[1][2]
- 国际福庭组织（International Fortean Organization，缩写：INFO）：创立于1965年的超常现象与神秘动物学调查组织，总部位于美国弗吉尼亚州阿灵顿，是福庭组织的继承者。[3]
- 不列颠哥伦比亚科学神秘动物学俱乐部（British Columbia Scientific Cryptozoology Club，缩写：BCSCC）：由科学家保罗·勒布朗德（Paul LeBlond）博士、作家詹姆斯·A·克拉克（James A. Clark）与新闻记者约翰·柯克（John Kirk）创立于1989年的位于加拿大的神秘动物学组织，致力于研究神秘生物并组织有多次实地考察活动。[4]
- 大脚怪领域研究者组织（Bigfoot Field Researchers Organization，缩写：BFRO）：创立于1995年的神秘动物学组织，围绕大脚怪进行研究，[5]并与动物星球频道合作拍摄了电视节目《寻找大脚怪（英语：Finding Bigfoot）》。[6]
- 尼斯湖现象调查局（Loch Ness Phenomena Investigation Bureau，缩写：LNPIB）[註 1][7]：1962年成立于英国的尼斯湖水怪调查组织，曾展开长期的实地考察活动，已于1972年解散。[8][9]
- 福庭动物学中心（Centre for Fortean Zoology，缩写：CFZ）：神秘动物学家乔纳森·唐斯（英语：Jonathan Downes）创立于1992年的神秘动物学组织，主要研究领域神秘动物学，但亦研究异常动物行为、动物雨（英语：Rain of animals）、不明原因的牲畜死亡事件（英语：Cattle mutilation）等。[10][11]
- 神秘动物学研究中心（Center for Cryptozoological Studies）：一个调查、研究神秘动物学的组织，在脸书开设有账号。
- Kosmopoisk（俄语：Космопоиск）：位于俄罗斯的超常現象研究组织，研究方向包括神秘动物学、幽浮学、麥田圈与其它神秘事件。